# Alexander Licht

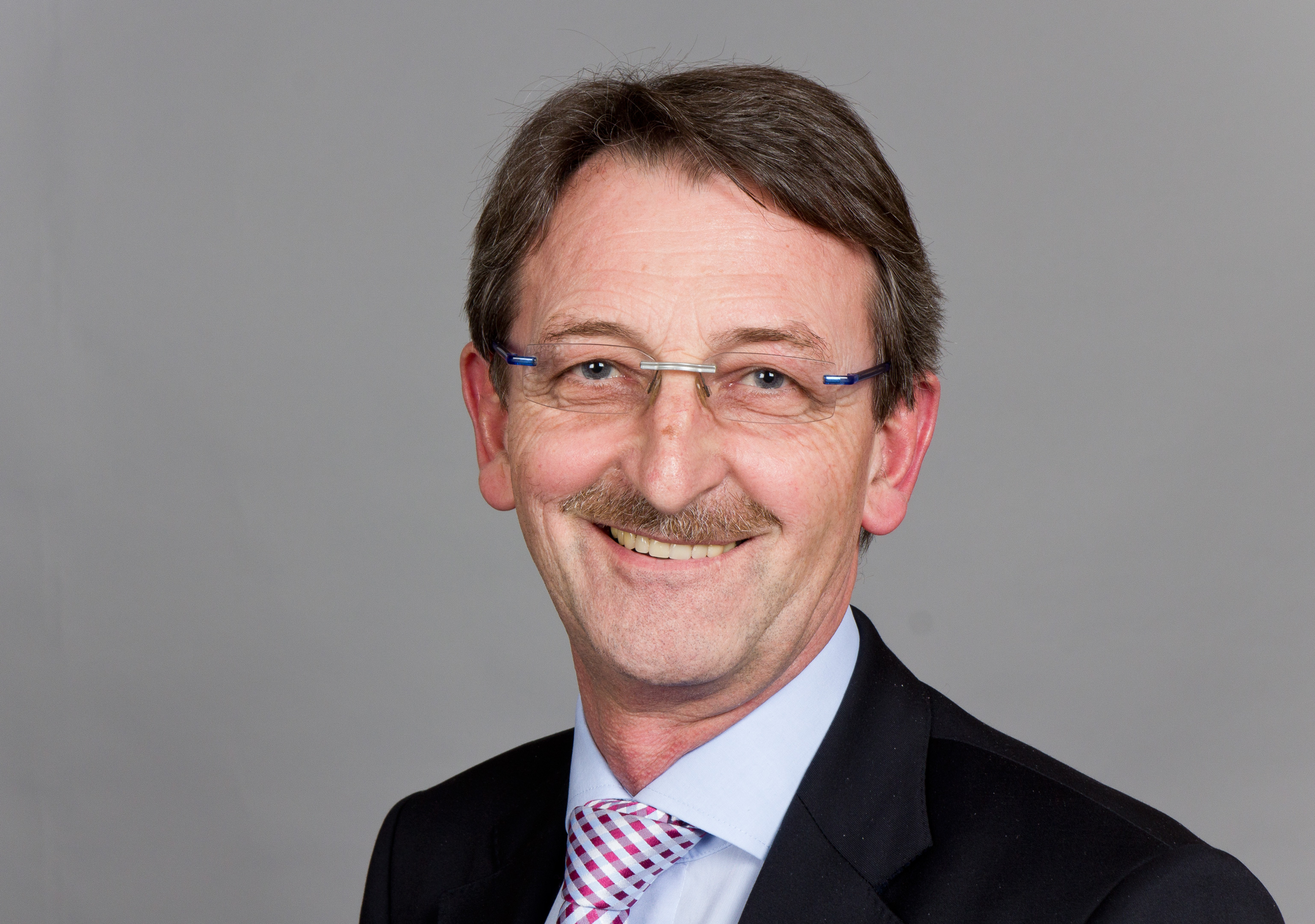
Alexander Licht (2014)

Alexander Licht (* 13. September 1952 in Brauneberg) ist deutscher, selbständiger Winzermeister und war 29 Jahre Mitglied des Landtages von Rheinland-Pfalz.

## Leben und Wirken
Nach dem Besuch der Handelsschule und der Weinbaufachschule legte Licht 1975 die Prüfung zum Winzermeister ab. Er ist verheiratet und hat drei Kinder. Neben dem politischen Engagement ist er auch als Vorsitzender der Kueser Akademie für Europäische Geistesgeschichte e. V. tätig.
Licht ist seit 1975 Mitglied der CDU und dort seit 1992	Kreisvorsitzender der CDU Bernkastel-Wittlich. Zwischen 1981 und 1985 war er weiterhin Kreisvorsitzender der Jungen Union. Kommunalpolitisch engagiert war er seit 1979 als Mitglied des Kreistags, ab 1989 Mitglied des Gemeinderats und des Verbandsgemeinderats und ab 1998 als Erster Kreisbeigeordneter.
Licht war lange Vorsitzender der Kueser Akademie für Europäische Geistesgeschichte aus deren Kreisen die damalige Cusanus Hochschule hervorging. Im Zuge einer durch den damaligen Präsidenten Reinhard Loske (Bündnis 90/Die Grünen) 2020 initiierten Neuausrichtung der dann umbenannten Hochschule für Gesellschaftsgestaltung kam es zum Streit. Licht warf der Hochschulleitung vor, sie habe den Abschied von den Lehren von Nikolaus von Kues vollzogen und habe die „Philosophie der Gründung und ihre mögliche Entwicklung komplett verlassen“.
Ab dem 18. Mai 1991 war er Mitglied des Landtags. Er war von 1993 bis 2006 umweltpolitischer Sprecher der CDU-Landtagsfraktion Rheinland-Pfalz. Seit 2006 war Alexander Licht stellvertretender Fraktionsvorsitzender der CDU-Landtagsfraktion. Weiterhin ist er Mitglied im Ältestenrat, dem Ausschuss für Inneres, Sport und Landesplanung (Innenausschuss), der Enquete-Kommission „Tourismus RLP“, dem Zwischenausschuss, dem Ausschuss für Landwirtschaft und Weinbau sowie dem Ausschuss für Wirtschaft und Verkehr. Zum 1. September 2020 legte er sein Mandat nieder und die Ersatzbewerberin des Landtagswahlkreis 23 Karina Wächter rückte für ihn in den Landtag nach.